# Autostrada A6 (Polska)

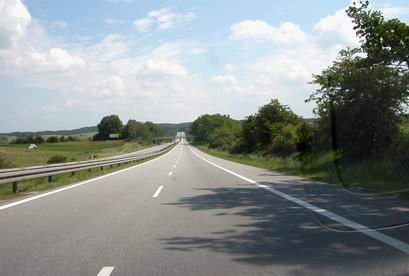
Widok na A6 w kierunku wschodnim, ok. km 10+800.
W tym miejscu wybudowano węzeł Klucz z drogą S3. Zdjęcie z 2006 r.

Autostrada A6 – autostrada w Polsce o długości 29,2 km, stanowiąca kontynuację niemieckiej autostrady A11 i tworząca z nią połączenie Szczecin – Berlin w ciągu międzynarodowego szlaku drogowego E28. Do 14 sierpnia 2009 była jedyną autostradą w kraju połączoną z siecią autostrad europejskich. Od roku 2000 jest częścią drogi krajowej nr 6, wcześniej stanowiła odrębną arterię. Na odcinku od granicy państwowej w Kołbaskowie do węzła Szczecin Dąbie objęta jest systemem elektronicznego poboru opłat e-TOLL.
Biegnie od granicy z Niemcami w Kołbaskowie, południowymi przedmieściami Szczecina przez obszary Parku Krajobrazowego „Dolina Dolnej Odry” i Szczecińskiego Parku Krajobrazowego „Puszcza Bukowa” u podnóża Wzgórz Bukowych do węzła Rzęśnica (z drogą ekspresową S3 w stronę Świnoujścia oraz drogą wojewódzką nr 142).
Droga niemal na całej długości o profilu dwujezdniowym, czteropasowym. Wyjątkiem jest 1-kilometrowy fragment pomiędzy km 5+400 a km 4+400, gdzie dla upłynnienia ruchu na podjeździe pod szczyt Wału Stobniańskiego na jezdni północnej (czyli prowadzącej w kierunku zachodnim) kosztem pasa awaryjnego wytyczono dodatkowy, trzeci pas ruchu.

## Węzły z drogami klasy A i S
| Nazwa           | Drogi     | Miejscowość | Schemat | Typ        | Wiadukty | Otwarto                        |
| --------------- | --------- | ----------- | ------- | ---------- | -------- | ------------------------------ |
| Kołbaskowo      | S6 13     | Kołbaskowo  | ?       | ?          | ?        | (węzeł planowany)              |
| Szczecin Klucz  | S3        | Szczecin    |         | trójkąt    | 2        | 2010                           |
| Szczecin Kijewo | 10 S10    | Szczecin    |         | koniczynka | 2        | • 1938 • 2023 (po przebudowie) |
| Rzęśnica        | S3 S6 142 | Rzęśnica    | ?       | trąbka     | 1        | • 1938 • 2020 (po przebudowie) |

## Historia

### Do 1945 roku

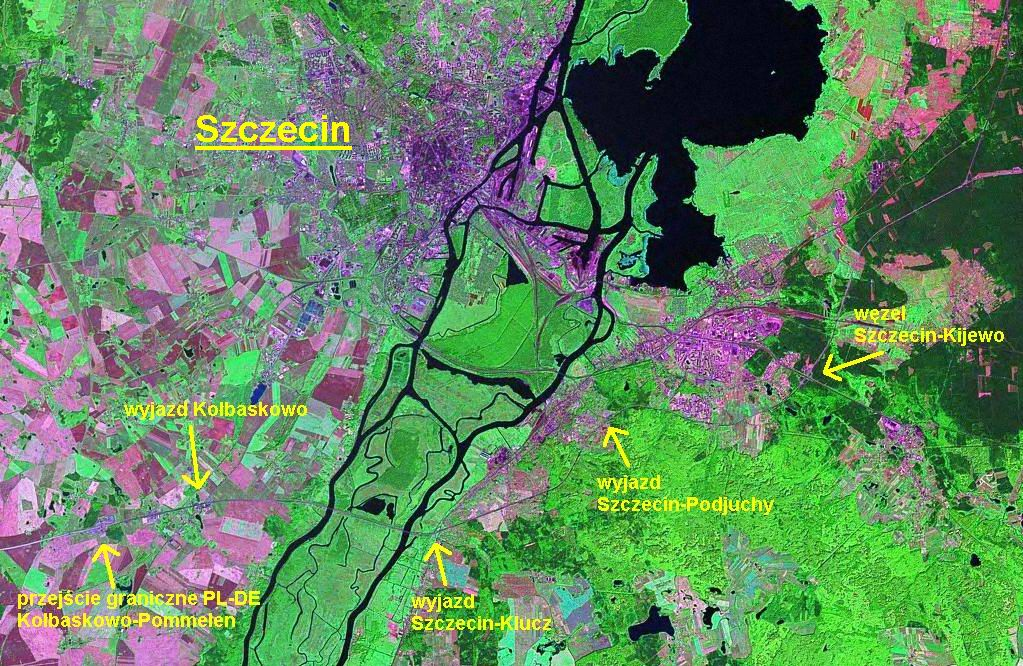
Autostrada A6 (widok z satelity)

Istniejący odcinek A6 został zbudowany przez Niemców jako fragment Reichsautobahn (RAB) 4a Berlin-Stettin (zob. „berlinka”). Budowę autostrady zainaugurowano pod koniec 1933, a prace ruszyły wiosną 1934. Przy realizacji inwestycji wykorzystano bezrobotnych. 27 września 1936 Hermann Göring uroczyście otworzył 113 kilometrów autostrady z Berlina do Szczecina (do ówczesnego węzła Stettin-Süd, obecnie Szczecin Zachód, dawniej Kołbaskowo). W 1938 RAB 4a została wydłużona o południową obwodnicę Szczecina, do węzła Bäderstraße (dziś Rzęśnica). W 1945 podczas II wojny światowej, wycofujące się oddziały wojsk hitlerowskich wysadziły mosty na Odrze Zachodniej i Odrze Wschodniej, by utrudnić Armii Czerwonej atak okrążający na Szczecin.

### Po II wojnie światowej
Kilka lat po wojnie odbudowano mosty północnych jezdni autostrady nad Odrą Zachodnią i Odrą Wschodnią, umożliwiając tym samym ruch w kierunku przejścia granicznego w Kołbaskowie. Do lat 80. autostrada stanowiła część tras europejskich E14 na odcinku Szczecin Kijewo – Rzęśnica oraz E74 na odcinku Szczecin Kijewo – Kołbaskowo (granica państwa). Od połowy lat 90. XX wieku trwała gruntowna renowacja poszczególnych odcinków A6: w latach 1997–2001 sukcesywnie oddawano do ruchu kolejne odcinki drogi, odbudowano mosty w ciągu południowych jezdni nad Odrą Zachodnią i Odrą Wschodnią, wyremontowano obiekty inżynierskie, wymieniono zużytą betonową nawierzchnię. Obecnie, pomimo braku telefonów alarmowych, droga posiada status autostrady na długości początkowych niemal 22 km od byłego przejścia granicznego w Kołbaskowie. Na odcinku długości ok. 500 m w rejonie węzła Radziszewo (dawniej Gryfino), który ze względu na brak pasów włączania/wyłączania nie spełnia wymogów stawianych współcześnie budowanym węzłom, obowiązuje ograniczenie prędkości do 90 km/h.
Pojawiła się również koncepcja przeprowadzenia autostrady przez Koszalin, Słupsk, Trójmiasto, Elbląg, Olsztyn, Ełk, Grajewo aż do przejścia granicznego z Białorusią w Kuźnicy Białostockiej. Projekt ten został odrzucony ze względu na wysokie koszty inwestycji i relatywnie niskie natężenie ruchu.

### Modernizacje w XXI wieku

#### Przed węzłemSzczecin Kijewo

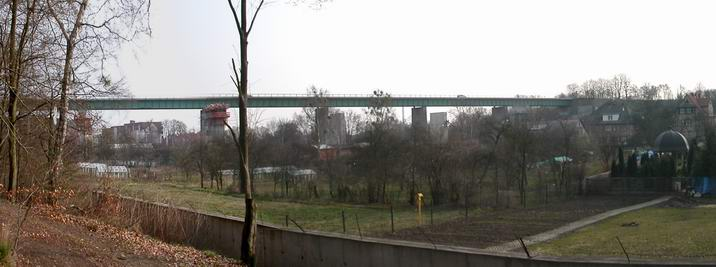
Przebieg autostrady A6 nad ul. Chłopską w Szczecinie (Klęskowo)

28 września 2004 Generalna Dyrekcja Dróg Krajowych i Autostrad poinformowała o unieważnieniu przetargu na modernizację autostrady A6 na odcinku długości 7,7 km – do węzła Szczecin Kijewo. Pomimo dużego stopnia trudności zadania (na remontowanym odcinku znajduje się łącznie 14 mostów i wiaduktów) oraz, wówczas, niemal rocznego opóźnienia terminu rozpoczęcia robót, GDDKiA zapewniała w listopadzie 2004, że remont A6 zostanie ukończony do końca 2006.
Kolejny termin otwarcia ofert minął 4 stycznia 2005 – ostatecznie otwarto je w marcu 2005. Z powodu trwającej od 29 czerwca 2005 standardowej miesięcznej kontroli przetargu przeprowadzanej przez Urząd Zamówień Publicznych, podpisanie umowy z wyłonionym wykonawcą (Budimex-Dromex) nastąpiło 26 sierpnia 2005 po stwierdzeniu poprawności procedury drugiego przetargu, a firma przejęła plac budowy 23 września 2005. 24 października 2005 rozpoczęła się modernizacja odcinka finansowana w 75% ze środków programu SPOT. Jako pierwsza remontowana była południowa jezdnia autostrady. Ta część robót została ukończona w drugiej połowie sierpnia 2006 (z wyjątkiem trzech obiektów mostowych). Zakończono również większość prac na obu jezdniach w rejonie węzła Szczecin Kijewo. Ukończenie całej inwestycji planowano na 22 czerwca 2007 – ostatecznie odcinek oddano 26 września 2007, 10 miesięcy później, niż zapewniała GDDKiA.

#### Nowy węzełSzczecin Kluczz S3
W ramach rozpoczętej 18 lutego 2008 budowy odcinka drogi ekspresowej S3 Szczecin – Gorzów Wielkopolski (zumi.pl: budowa węzła „Klucz”) pomiędzy węzłami Radziszewo (dawniej Gryfino) i Szczecin Podjuchy powstał węzeł Szczecin Klucz (w km 11+156). Węzeł ten został oddany do użytku 26 maja 2010 wraz z przyległym odcinkiem S3 Klucz – Pyrzyce.

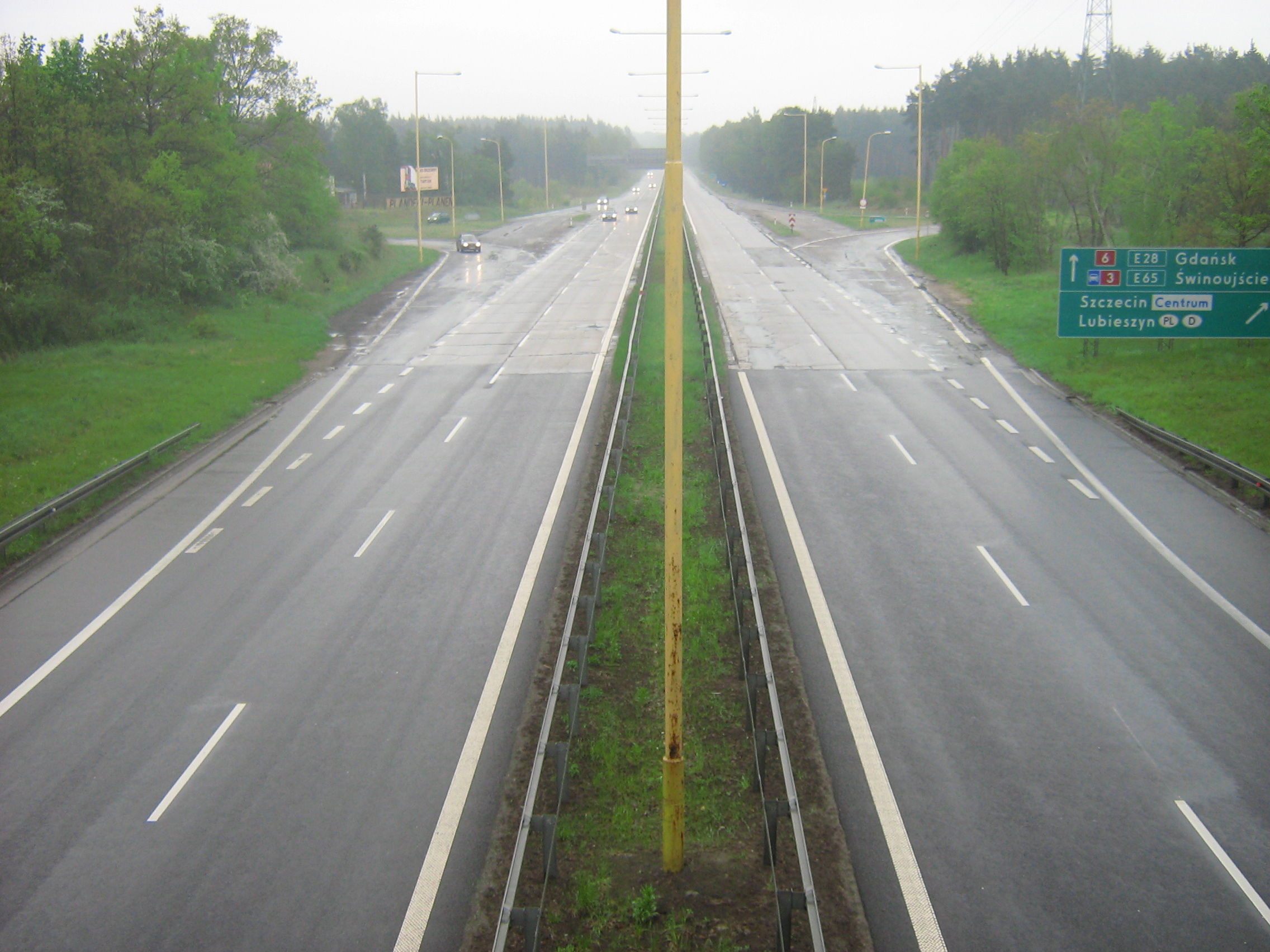
Węzeł Szczecin Kijewo przed modernizacją (2009). Dawniej w tym miejscu kończyła się autostrada.

#### Nowy węzełSzczecin Dąbie
18 listopada 2011 GDDKiA rozpoczęła remont 2,2-kilometrowego fragmentu A6 od ok. 500 metrów na północ od węzła Szczecin Kijewo, po której nastąpić miała budowa węzła Szczecin Tczewska na wysokości Wielgowa. W pierwszej kolejności prace prowadzone były na jezdni zachodniej, a 2 lipca 2012 „przełożono” ruch na przebudowaną jezdnię zachodnią i rozpoczęto remont jezdni wschodniej, który zakończył się w grudniu 2012 r. 1 lipca 2013 został podpisany kontrakt na budowę węzła Tczewska. Węzeł został oddany do użytku 17 czerwca 2014 i otrzymał nową nazwę Szczecin Dąbie. Jednocześnie zamknięte zostały jednopoziomowe skrzyżowania z ul. Goleniowską (kier. Załom, Dąbie) oraz na węźle Rzęśnica z ul. Borową (kier. Wielgowo).

#### Kontrakty Energopol Szczecin S.A.

##### OdcinekSzczecin Dąbie–Rzęśnica
Od kilku lat GDDKiA planowała dostosowanie do parametrów autostrady następnego odcinka: Szczecin Kijewo – Rzęśnica. W 2007 gotowy był projekt i złożone u wojewody dokumenty o pozwolenie na budowę. Modernizację samego węzła Szczecin Kijewo zaplanowano jako osobne zadanie. Oba kontrakty miały zostać zrealizowane jednocześnie w latach 2008–2010 jednakże do ogłoszenia przetargów wówczas nie doszło.

Dopiero w październiku 2015 ogłoszono przetarg na ostatni brakujący fragment autostrady o dł. 3,5 km – od węzła Szczecin Dąbie do węzła Rzęśnica. Umowę podpisano 8 września 2017.

##### WęzełSzczecin Kijewoz DK10
Również w październiku 2015 ogłoszono przetarg na modernizację węzła Szczecin Kijewo. Rozbudowa węzła w trybie „Optymalizuj i Buduj” miała objąć wyburzenie starych wiaduktów drogowych i wybudowanie nowych (dłuższych i szerszych). Miały zostać wykonane nowe łącznice, a w ciągu autostrady – jezdnie zbiorczo-rozprowadzające. Przebudowany miał być również fragment autostrady wykonany z płyt betonowych. Rozbudowa węzła miała na celu poprawę przepustowości i warunków ruchu drogowego oraz zwiększenie bezpieczeństwa na węźle. W październiku 2018 wydano Zezwolenie na Realizację Inwestycji Drogowej, co oznaczało początek prac związanych z przebudową. Zakończenie inwestycji planowano na czerwiec 2020.

##### Węzeł zespolonySzczecin Zachódz S6 i DK13
12 października 2015 GDDKiA ogłosiła także przetarg na budowę obwodnicy Przecławia i Warzymic w ciągu DK13. W ramach tej inwestycji na autostradzie A6 miał zostać wybudowany nowy węzeł zespolony Szczecin Zachód (wcześniej Kołbaskowo), który byłby również początkiem zachodniej obwodnicy Szczecina. Dotychczasowy węzeł Kołbaskowo miałby być zlikwidowany. 13 października rząd zmienił rozporządzenie o autostradach i drogach ekspresowych w Polsce, wydłużając S6 o odcinek Kołbaskowo–Police–Goleniów, czyli zachodnią obwodnicę Szczecina, która to miałaby mieć początek od nowego węzła Szczecin Zachód.

##### Upadłość głównego wykonawcy
Zwycięzcą wszystkich październikowych przetargów – przebudowy A6 pomiędzy węzłami Szczecin Dąbie i Rzęśnica, modernizacji węzła Szczecin Kijewo a także budowy obwodnicy Przecławia i Warzymic wraz z nowym węzłem zespolonym Szczecin Zachód została firma Energopol Szczecin S.A. (stosowne umowy zostały podpisane dopiero 8 września 2017).
Na początku lipca 2019 spółka złożyła w szczecińskim sądzie rejonowym wniosek o ogłoszenie upadłości likwidacyjnej. Zdolność firmy do dokończenia mocno opóźnionych lub nawet jeszcze nie rozpoczętych kontraktów miała stać się przedmiotem pogłębionej analizy prawnej GDDKiA sama zaś firma zadeklarowała chęć kontynuacji prac.
14 października 2019 umowa modernizacji w. Szczecin Kijewo została rozwiązana. Nowego wykonawcę pozostałych do wykonania po Energopolu 80% przebudowy wyłoniono w przetargu dopiero 7 stycznia 2021. Został nim Budimex. Umowę podpisano 23 lutego z terminem zakończenia do lipca 2022. Węzeł otwarto 23 czerwca 2022.
31 października 2019 wskutek nie wywiązywania się z zawartego kontraktu GDDKiA odstąpiła także od umowy z Energopolem dot. przebudowy odcinka Szczecin Dąbie – Rzęśnica. W grudniu 2019 miał zostać ogłoszony przetarg na dokończenie inwestycji. Umowę o wartości 2,98 mln zł na dokończenie przebudowy 3,5 km drogi podpisano z przedsiębiorstwem PRD Nowogard na początku kwietnia 2020. Ze wzgl. na priorytet pełnej przejezdności w okresie wakacyjnym już od 10 czerwca 2020 ruch na modernizowanym odcinku odbywał się na obu jezdniach. Dalsze prace miały odbywać się poza drogą i potrwać do końca roku. Ostatecznie odcinek oddano do ruchu 9 grudnia 2020.
Umowa z Energopolem na wybudowanie obwodnicy Przecławia i Warzymic i węzła Szczecin Zachód została zerwana dopiero w grudniu 2019. Następnie GDDKiA zdecydowała o podziale dotychczasowego kontraktu na dwa osobne "zadania realizacyjne" odsuwając na kolejne lata budowę południowego fragmentu. Ponadto "odcinek 2" zawierający kluczowe węzły DK13: z zachodnią obwodnicą Szczecina i zespolony Szczecin Zachód na autostradzie A6 wymagał przeprojektowania od czasu pierwotnego przetargu w 2015. Spowodowane to było pojawieniem się konieczności uwzględnienia na węźle zespolonym czwartej, uprzednio niewystępującej, południowej relacji dla planowanej w ramach Programu 100 obwodnic obwodnicy Kołbaskowa – kontynuacji obejścia Przecławia i Warzymic. Ogłoszenie przetargu na to zadanie planowane było dopiero na 2023, jednak Dyrekcja nie zdobyła na nie środków i nastąpiła kolejna korekta planów – rządowa agencja zaprezentowała plan ogłoszenia go w roku 2024.

## Inne

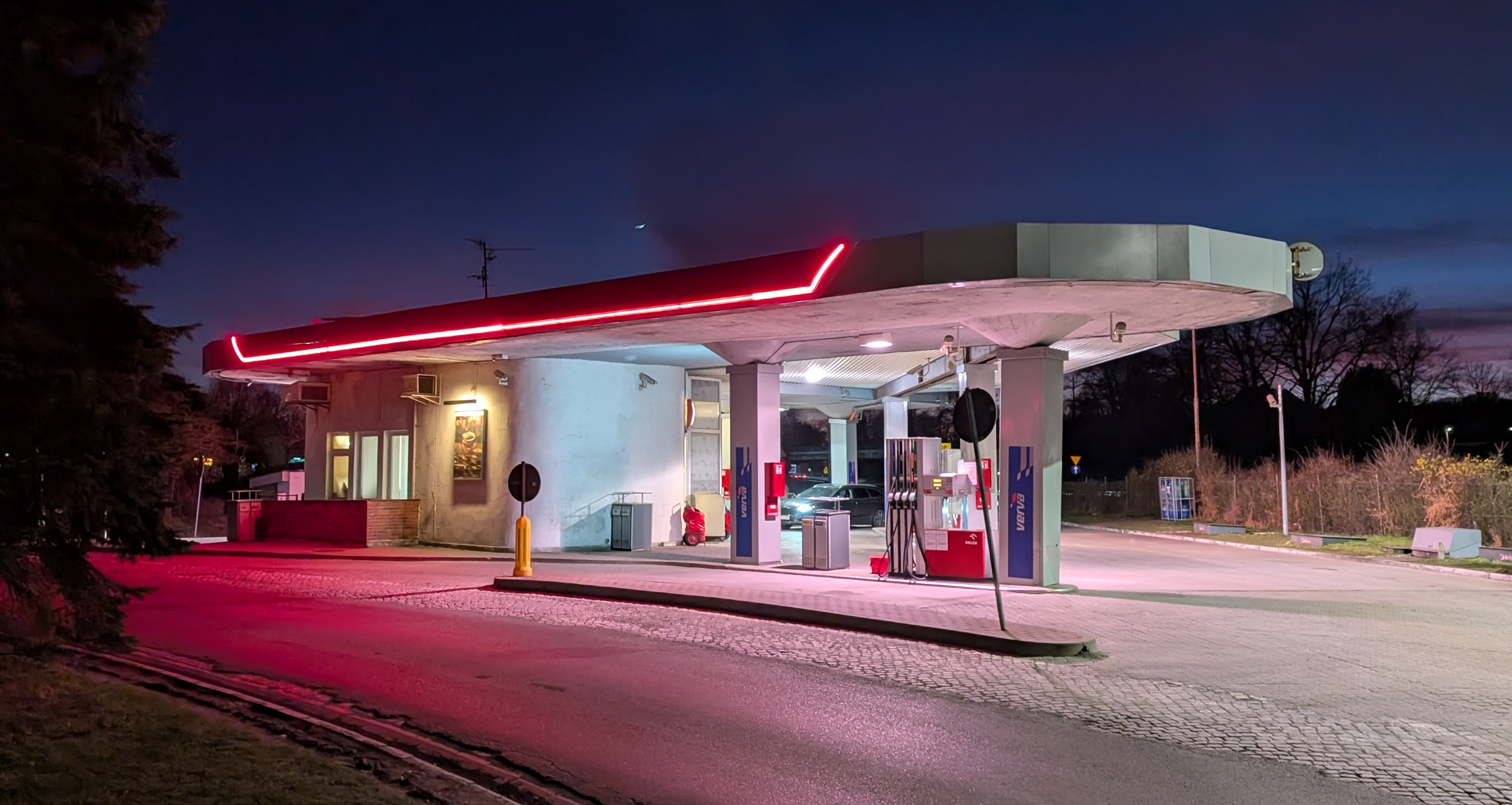
Stacja paliw z 1937 r.

Na węźle Szczecin Zachód znajduje się stacja paliw typu Fürstenwalde z 1937 r. zaprojektowana przez Friedricha Tammsa, która wciąż jest użytkowana.
Podczas przebudowy odcinka Szczecin Klucz – Szczecin Kijewo pojawiły się plany podniesienia standardu fragmentu obecnej drogi ekspresowej S3 na północ od węzła Rzęśnica tak, by klasę autostrady posiadał cały odcinek drogi od granicy państwa w Kołbaskowie do węzła Goleniów Północ, gdzie według tego planu miałyby się łączyć drogi ekspresowe S3 i S6. Ostatecznie, odcinek ten został jednak zatwierdzony jako droga ekspresowa.
9 czerwca 2019 na jezdni w kierunku Świnoujścia pomiędzy węzłami Szczecin Kijewo i Szczecin Dąbie doszło do tragicznego karambolu, w którym zginęło sześć osób (w tym troje dzieci), a szesnaście zostało rannych.